# Lisa Graf
Lisa Graf (Leipzig, Alemania, 13 de noviembre de 1992) es una nadadora alemana especialista en estilo espalda olímpica en los Juegos Olímpicos de Río de Janeiro de 2016.
Se proclamó campeona de Europa durante el Campeonato Europeo de Natación de 2012 en la prueba de 4x100 metros estilo.

## Palmarés internacional
| Campeonato Europeo de Natación | Campeonato Europeo de Natación | Campeonato Europeo de Natación | Campeonato Europeo de Natación |
| Año                            | Lugar                          | Medalla                        | Prueba                         |
| ------------------------------ | ------------------------------ | ------------------------------ | ------------------------------ |
| 2012                           | Debrecen (Hungría)             | Medalla de oro                 | 4x100 m estilo                 |